# Würm (řeka)
Würm je řeka v Bavorsku. Vytéká jako jediný odtok ze Starnberského jezera, protéká Mnichovem (Pasing), napájí kanály a vodní díla v zámeckém parku Nymphenburg a po 39,8 km dlouhém toku se u Dachau (asi 15 km severozápadně od Mnichova) vlévá do řeky Amper. Plocha povodí činí 429 km².